# Agnès Souret
Agnès Souret (Biarritz, 21 gennaio 1902 – Argentina, 1928) è stata una modella e ballerina francese, vincitrice del primo titolo di Miss Francia 1920, benché il titolo all'epoca si chiamasse "La più bella di Francia". La sua elezione avvenne presso Parigi.

## Biografia
Nel 1920 fu istituito il concorso nazionale Miss Francia, inizialmente conosciuto con il nome di "la più bella donna in Francia". La diciassettenne Agnes Souret inviò la propria fotografia al comitato accompagnandola con una breve lettera. Il primo casting avvenne fra 2.063 candidate, che si ridussero a 49 dopo varie selezioni. La sera della finale Agnès Souret fu eletta con 115.000 voti. Sul quotidiano Le Figaro, Hervé Lauwick scrisse di lei: "Il cielo le ha dato, oltre a una bellezza abbagliante che non si può non amare, anche una infinita saggezza e bontà".
Dopo la vittoria del titolo, Agnès Souret tentò la carriera cinematografica, seguendo i passi del suo mito Sarah Bernhardt. Il suo primo ruolo è una parte nel film Le Lys du Mont Saint Michel che però si rivela un fallimento. In seguito lavora come modista per Madeleine e Madeleine, per poi lavorare come ballerina, sulle orme di sua madre, ballerina dell'Opera di Monte-Carlo. 
Agnes Souret morì di peritonite nel 1928 dopo un tour in Argentina. Per poter rimpatriare i resti della figlia e darle sepoltura a Espelette, sua madre Marguerite Souret fu costretta a vendere tutti i suoi beni.. L'amore di sua madre, si riflette nella tomba che aveva fatto costruire in un marmo pastello, con vetri colorati e come epitaffio: "A ma fille douce et jolie, elle fut une petite rose sans épines".  (A mia figlia dolce e carina; era una piccola rosa senza spine).
Nel 2002 è stato organizzato un festival con tema la vita di Agnes Souret con una mostra sulla sua vita.

## Filmografia
- Le Lys du Mont Saint-Michel, regia di Henry Houry e J. Sheffer (1920), cortometraggio
- La Maison des pendus, regia di Henry Houry (1921)
- La tournée Farigoule, regia di Marcel Manchez (1926)